# Pierluigi Marzorati
Pour les articles homonymes, voir Marzorati.
Pierluigi Marzorati (né le 12 septembre 1952 à Figino Serenza, dans la province de Côme, en Lombardie) est un ancien joueur italien de basket-ball.

## Biographie
Pierluigi Marzorati est considéré comme l'un des meilleurs meneurs européens, notamment grâce à son palmarès : vice-champion olympique en 1980, champion d'Europe en 1983 avec l'équipe d'Italie, vainqueur de la Coupe des clubs champions 1981 et 1983, de 4 coupes des vainqueurs de coupes (1977, 1978, 1979 et 1981) et de 4 Coupes Korać (1973, 1974, 1975 et 1991).
Il met un terme à sa carrière en 1991 après avoir joué toute sa carrière à Cantù. Il devient vice-président du club, jusqu'en 1996. 
En 2006, âgé de 54 ans, il décide de rejouer à l'occasion des 70 ans du club. Le 6 octobre 2006, il rejoue deux minutes en LegA face aux champions en titre du Benetton Trévise.
En 2008, Pierluigi Marzorati est intronisé au FIBA Hall of Fame.

## Hommage
Le 7 mai 2015, en présence du président du Comité national olympique italien (CONI), Giovanni Malagò, a été inauguré  le Walk of Fame du sport italien dans le parc olympique du Foro Italico de Rome, le long de Viale delle Olimpiadi. 100 tuiles rapportent chronologiquement les noms des athlètes les plus représentatifs de l'histoire du sport italien. Sur chaque tuile figure le nom du sportif, le sport dans lequel il s'est distingué et le symbole du CONI. L'une de ces tuiles lui est dédiée .

## Club
- 1969-1991 :  Cantù

## Palmarès

### Club
- Vainqueur de la Coupe des clubs champions 1982 et 1983
- Vainqueur de la Coupe Korać en 1973, 1974, 1975 et 1991
- Vainqueur de la Coupe des Coupes en 1977, 1978, 1979 et 1981
- Vainqueur de la LegA en 1975 et 1981

### Équipe nationale
- -  Médaille d'argent aux Jeux olympiques 1980
  -  Médaille d'argent du championnat d'Europe de basket-ball 1971 en Allemagne de l'Ouest
  -  Médaille d'or du championnat d'Europe de basket-ball 1983 en France
  -  Médaille de bronze du championnat d'Europe de basket-ball 1985 en Allemagne de l'Ouest